# Леукушешти (Сучава)
Леукушешти (рум. Leucușești) насеље је у Румунији у округу Сучава у општини Преутешти. Oпштина се налази на надморској висини од 297 m.

## Становништво
Према подацима из 2002. године у насељу је живело 1013 становника, од којих су сви румунске националности.